# Torre Val de San Pedro
Torre Val de San Pedro – gmina w Hiszpanii, w prowincji Segowia, w Kastylii i León, o powierzchni 44,22 km². W 2011 roku gmina liczyła 203 mieszkańców.